# Hysterium librincola
Hysterium librincola är en svampart som beskrevs av Schwein. 1832. Hysterium librincola ingår i släktet Hysterium och familjen Hysteriaceae.   Inga underarter finns listade i Catalogue of Life.